# Voo Yemenia 626
O voo Yemenia 626 foi um voo comercial que ligava Sana'a, capital do Iêmen, a Moroni, a capital das Comores. No dia 30 de junho de 2009 o Airbus A310 que fazia a ligação caiu no Oceano Índico, com cerca de 153 pessoas a bordo, por volta das 2h50min GMT, pouco antes do pouso. As autoridades comorenses encontraram manchas de óleo a 16 milhas do aeroporto da capital.
Este foi o segundo grande acidente aéreo envolvendo aviões da fabricante Airbus em menos de um mês. O outro envolveu um Airbus A330 da Air France que perfazia o voo 447, entre o Rio de Janeiro e Paris, que sofreu um acidente quando sobrevoava o oceano Atlântico em 31 de maio.

## Aeronave
A aeronave envolvida no acidente era um Airbus A310-342, matrícula 7O-ADJ. A aeronave, de número de série de fabricação n.º 535, foi produzida em 1990, estava em serviço há 19 anos e 3 meses, e já tinha acumulado 51.900 horas em aproximadamente 17.300 voos até o momento do acidente.
A aeronave começou a ser utilizada em 30 de maio de 1990 pela Air Liberté com o número de registro F-GHEJ, através de um empréstimo da International Lease Finance Corporation (ILFC). Em 8 de fevereiro de 1997, foi emprestada a Aerocancun, como VR-BQU. Em março de 1997, ela foi subemprestada à Adorna Airways, retornando para a Aerocancun em 3 de novembro de 1997. Em 26 de agosto de 1998, ela foi emprestada a Passaredo Transportes Aéreos, como PP-PSE. Porém, em setembro de 1999, foi emprestada a Yemenia, sendo re-registrada com o número 7O-ADJ, permanecendo em serviço até o momento do acidente.
Dominique Bussereau, o Ministro dos Transportes francês afirmou que o avião foi inspecionado em 2007 pelo órgão francês Direction Générale de l'Aviation Civile, tendo sido encontrado um certo número de falhas; entretanto, desde então a aeronave não voltou a França e, consequentemente, não foi inspecionada novamente pela mesma autoridade. A aeronave estava proibida de voar comercialmente na Europa.

## Acidente
O avião chocou-se contra a água do Oceano Índico por volta das 2h30min (hora local), devido a causas ainda desconhecidas. A queda na água ocorreu a poucas milhas do aeroporto da capital das Comores. Um oficial não-identificado das Nações Unidas locado no aeroporto afirmou que a torre de controle recebeu uma notificação de que a aeronave estava iniciando as manobras para a aterrissagem antes de perder conta(c)to.
Houve alguns relatos de que a aeronave caiu depois de abortar a aterrissagem. A região onde o acidente ocorreu enfrentava condições meteorológicas adversas há alguns dias. O vice-diretor da Aviação Civil iemenita, Mohammed Abdul Qader, afirmou que a velocidade do vento era de 61 km/h no momento da aterrissagem.

## Escândalo
Apesar de ter registrado apenas quatro acidentes (incluindo este último, único com fatalidades), a empresa vê-se agora envolvida num escândalo. O ministro dos transportes francês afirmou que a Yemenia é uma empresa com sérios problemas de segurança. Segundo o ministro, o mesmo avião já havia apresentado problemas anteriormente, o que gerou uma investigação sobre o histórico de segurança da companhia. Muitos problemas já teriam sido relatados, em vários aviões, como ausência de cintos de segurança, sanitários entupidos, problemas nas facilidades do avião. A situação rendeu um apelido para a Yemenia: empresa sucata.
O fim do voo 626 acabou trazendo uma nova constatação, pouco usual, sobre os métodos operacionais da empresa. Os passageiros europeus foram trocados de avião após saírem da Europa. Eles embarcaram na França em um Airbus A330 e voaram nele até a primeira escala, em Sana (capital do Iêmen e hub da Yemenia). Lá a empresa os acomodou num avião (o acidentado) cuja operação estava proibida em toda União Europeia. O então Comissário Europeu dos Transportes, Antonio Tajani, mostrou-se irritado com a atitude da companhia (de esconder seus problemas de segurança) e afirmou que iria propor a criação de uma lista negra mundial de empresas aéreas inseguras.

## Nacionalidades
A nacionalidade dos ocupantes do voo ainda não foi confirmada pelas autoridades aeroportuárias da França e do Iêmen, devido a questões legais. Porém sabe-se extraoficialmente que havia pessoas das Comores, Canadá, Etiópia, França, Indonésia, Marrocos, Territórios Palestinos, Filipinas e Iêmen.